# Olympische Jugend-Winterspiele 2012/Teilnehmer (Philippinen)
| Gelbes Symbol für Goldmedaillen mit stilisierten Olympischen Ringen | Graues Symbol für Silbermedaillen mit stilisierten Olympischen Ringen | Braundes Symbol für Bronzemedaillen mit stilisierten Olympischen Ringen |
| ------------------------------------------------------------------- | --------------------------------------------------------------------- | ----------------------------------------------------------------------- |
| —                                                                   | —                                                                     | —                                                                       |

Die Philippinen nahmen an den Olympischen Jugend-Winterspielen 2012 in Innsbruck mit zwei Athleten in zwei Sportarten teil.

## Sportarten

### Eiskunstlauf
| Athleten                   | Wettbewerb | Kurzprogramm | Kurzprogramm | Free Skating | Free Skating | Gesamt | Gesamt |
| Athleten                   | Wettbewerb | Punkte       | Rang         | Punkte       | Rang         | Punkte | Rang   |
| -------------------------- | ---------- | ------------ | ------------ | ------------ | ------------ | ------ | ------ |
| Jungen                     |            |              |              |              |              |        |        |
| Michael Christian Martinez | Einzel     | 54,35        | 3            | 97,25        | 7            | 151,60 | 7      |

### Ski Alpin
| Athleten         | Wettbewerb   | Durchgang 1 | Durchgang 2 | Gesamt      | Gesamt |
| Athleten         | Wettbewerb   | Zeit        | Zeit        | Zeit        | Rang   |
| ---------------- | ------------ | ----------- | ----------- | ----------- | ------ |
| Jungen           |              |             |             |             |        |
| Abel Tesfamariam | Riesenslalom | 1:10,20 min | 1:04,13 min | 2:14,33 min | 37     |
| Abel Tesfamariam | Slalom       | 52,02 s     | DNF         | -           | -      |